# Sonoita (genre)
Pour les articles homonymes, voir Sonoita.
Genre
Sonoita est un genre d'araignées aranéomorphes de la famille des Salticidae.

## Distribution
Les espèces de ce genre se rencontrent en Afrique subsaharienne.

## Liste des espèces
Selon World Spider Catalog (version 23.5, 27/10/2022) :
- Sonoita ledouxi Wesołowska & Russell-Smith, 2022
- Sonoita lightfooti Peckham & Peckham, 1903

## Systématique et taxinomie
Ce genre a été décrit par Peckham et Peckham en 1903 dans les Attidae.

## Publication originale
- Peckham & Peckham, 1903 : « New species of the family Attidae from South Africa, with notes on the distribution of the genera found in the Ethiopian region. » Transactions of the Wisconsin Academy of Sciences, Arts, and Letters, vol. 14, p. 173-278 (texte intégral).